# Wesley Gilchrist
Pour les articles homonymes, voir Gilchrist.
Wesley Gilchrist, né le 26 juillet 1989, est un nageur sud-africain.

## Carrière
Wesley Gilchrist est médaillé de bronze du 50 mètres nage libre ainsi que des relais 4 x 100 mètres nage libre et 4 x 100 mètres quatre nages aux Championnats du monde juniors de natation 2006 à Rio de Janeiro.
Aux Championnats d'Afrique de natation 2010 à Casablanca, il obtient trois médailles d'or, sur 200 mètres papillon et sur les relais 4 x 100 mètres nage libre et 4 x 200 mètres nage libre, ainsi qu'une médaille de bronze sur 200 mètres quatre nages.